# کریشبرگ بای ماتیگهوفن
کریشبرگ بای ماتیگهوفن (به آلمانی: Kirchberg bei Mattighofen) یک منطقهٔ مسکونی در اتریش است که در برونو آم این واقع شده‌است. کریشبرگ بای ماتیگهوفن ۱۵٫۷۴ کیلومتر مربع مساحت دارد ۵۶۰ متر بالاتر از سطح دریا واقع شده‌است.